# Phyllostegia electra
Phyllostegia electra là một loài thực vật có hoa trong họ Hoa môi. Loài này được C.N.Forbes miêu tả khoa học đầu tiên năm 1916.

## Hình ảnh

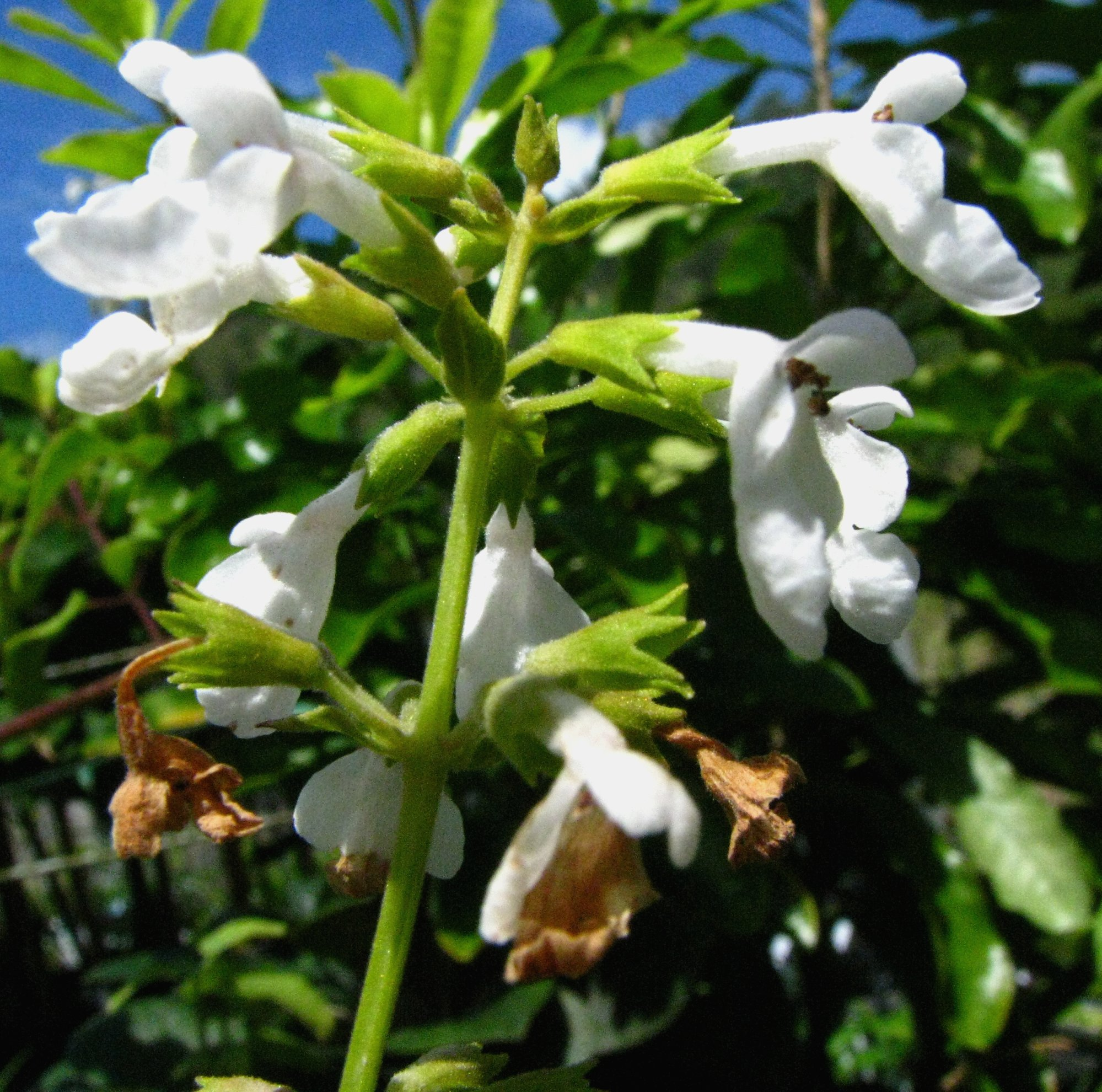
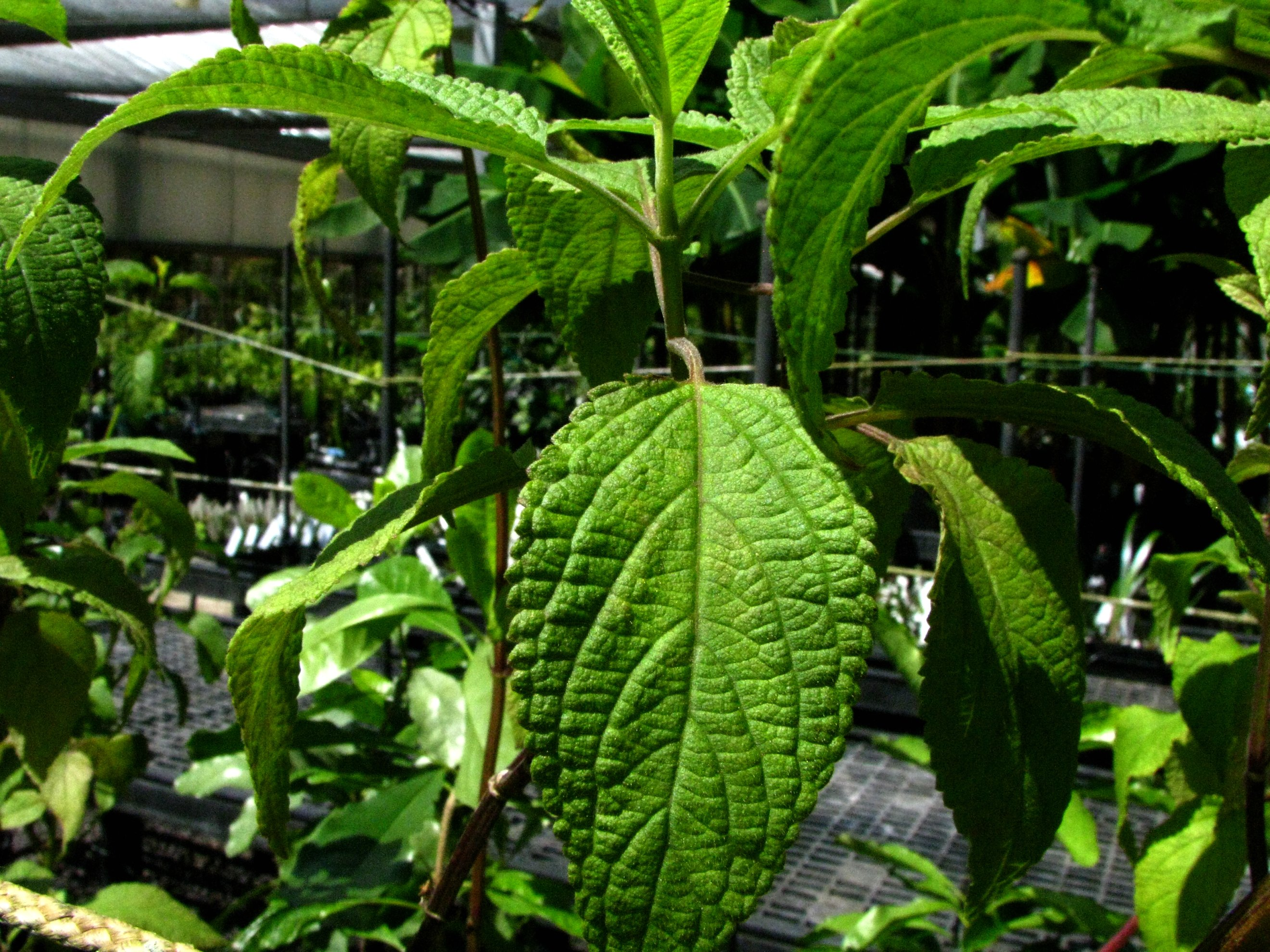